# Andrzej Celiński
Andrzej Bohdan Celiński (ur. 26 lutego 1950 w Warszawie) – polski polityk i socjolog, działacz opozycji demokratycznej. Senator I i II kadencji, poseł na Sejm II, IV, VI kadencji, w latach 2001–2002 minister kultury w rządzie Leszka Millera, w latach 2012–2015 przewodniczący Partii Demokratycznej.

## Życiorys

### Wykształcenie i działalność w PRL
Ukończył VI Liceum Ogólnokształcące im. Tadeusza Reytana w Warszawie (1967). Kształcił się następnie w zakresie socjologii na Wydziale Nauk Społecznych Uniwersytetu Warszawskiego.
Był uczestnikiem wydarzeń marca 1968, za co został relegowany ze studiów. Wrócił na UW po krótkim okresie studiów na Katolickim Uniwersytecie Lubelskim, ukończył studia w 1973. Jako instruktor harcerski blisko współpracował z Antonim Macierewiczem i Piotrem Naimskim w 1 Warszawskiej Drużynie Harcerskiej im. Romualda Traugutta „Czarna Jedynka” (w tzw. Gromadzie Włóczęgów). W trakcie wydarzeń czerwcowych w 1976 był jednym z sygnatariuszy listu w obronie robotników z Radomia i Ursusa, następnie współorganizował pomoc dla represjonowanych przez władze. W latach 1976–1977 był współpracownikiem Komitetu Obrony Robotników, wykładał w ramach tzw. Uniwersytetu Latającego. W latach 1972–1977 i 1980–1989 był pracownikiem naukowym Instytutu Profilaktyki i Resocjalizacji UW. W latach 1977–1980 zatrudniony w Biurze Projektowo-Badawczym Budownictwa Przemysłowego System w Warszawie. W latach 1975–1977 pełnił funkcję wiceprzewodniczącego rady oddziałowej ZNP na UW.
W 1978 podpisał deklarację założycielską Towarzystwa Kursów Naukowych i był jego sekretarzem odpowiedzialnym za bieżącą działalność. W sierpniu 1980 był współautorem apelu 64 intelektualistów o negocjacje i porozumienie między władzą a strajkującymi, od września 1980 był członkiem „Solidarności”, kierował gabinetem Lecha Wałęsy. W stanie wojennym został internowany w ośrodkach odosobnienia w Warszawie-Białołęce, Jaworzu i Darłówku. Został zwolniony 7 grudnia 1982. W latach 1983–1987 współpracował z Lechem Wałęsą i środowiskiem ekspertów „Solidarności”. W 1985 został współautorem opracowania Raport. Polska 5 lat po Sierpniu. W latach 1986–1988 współzałożycielem i redaktorem pisma „Dwadzieścia Jeden”.

### Działalność w III RP
W latach 1989–1990 był członkiem Komitetu Obywatelskiego przy Lechu Wałęsie oraz uczestnikiem obrad Okrągłego Stołu. Od 1989 do 1993 był senatorem I i II kadencji związanym z Obywatelskim Klubem Parlamentarnym i ROAD, potem z Unią Demokratyczną. W latach 1993–1994 pełnił funkcję wiceprzewodniczącego Unii Demokratycznej. Z ramienia UD i następnie Unii Wolności zasiadał w Sejmie II kadencji. W 1996 wystąpił z UW.
W 1999 związał się z Sojuszem Lewicy Demokratycznej, od 20 grudnia 1999 do 6 marca 2004 był wiceprzewodniczącym partii. Do Sejmu IV kadencji (19 października 2001 – 18 października 2005) został wybrany w okręgu podwarszawskim. Od 19 października 2001 do 6 lipca 2002 był ministrem kultury w rządzie Leszka Millera. W latach 2004–2005 z ramienia SLD zasiadał w sejmowej komisji śledczej zajmującej się sprawą Orlenu, zrezygnował z udziału w jej pracach 12 lipca 2005.
W marcu 2004 wraz z m.in. Markiem Borowskim odszedł z SLD i współtworzył nową partię pod nazwą Socjaldemokracja Polska, był przewodniczącym jej rady politycznej. W 2005 bez powodzenia ubiegał się o mandat poselski z listy SDPL z okręgu katowickiego, otrzymując 6128 głosów. W wyborach samorządowych w 2006 został wybrany na radnego sejmiku mazowieckiego, otrzymując 18 734 głosów. W wyborach parlamentarnych w 2007 uzyskał mandat poselski z listy Lewicy i Demokratów w okręgu katowickim, zdobywając 20 338 głosów. Od 22 kwietnia 2008 zasiadał w Kole Poselskim SDPL-Nowa Lewica. Na początku sierpnia 2008 odszedł z SDPL, pozostając w jej kole poselskim, które opuścił rok później.
W wyborach w 2011 jako niezależny bez powodzenia ubiegał się o mandat senatora z poparciem środowisk lewicy i centrum oraz m.in. Lecha Wałęsy (przegrał z kandydatami PO i PiS). Związał się także z Partią Demokratyczną – demokraci.pl (został członkiem koła tego ugrupowania w Podkowie Leśnej), której 21 stycznia 2012 został przewodniczącym, pokonując w głosowaniu dotychczasową szefową partii Brygidę Kuźniak. W czerwcu 2013 jego ugrupowanie weszło w skład koalicji Europa Plus. W wyborach do Parlamentu Europejskiego w 2014 bezskutecznie ubiegał się o mandat jako lider listy tej koalicji (występującej pod nazwą „Europa Plus Twój Ruch”) w okręgu Warszawa II, uzyskując 6010 głosów. Po wyborach koalicja przestała istnieć. 10 stycznia 2015 został ponownie wybrany na przewodniczącego PD. W tym samym roku jako kandydat PD ponownie wystartował do Senatu (znów przegrywając z kandydatami PO i PiS). 28 listopada tegoż roku nową przewodniczącą PD została Elżbieta Bińczycka. Andrzej Celiński pozostał początkowo członkiem rady krajowej partii, jednak z początkiem 2016 stał się bezpartyjny. W czerwcu 2018 został zaprezentowany jako kandydat koalicji SLD Lewica Razem na prezydenta Warszawy, jednak w następnym miesiącu wycofano jego kandydaturę.

## Życie prywatne
Jest siostrzeńcem Marii Dmochowskiej i Jana Józefa Lipskiego. Jego matka, Zofia Celińska, została uhonorowana medalem Sprawiedliwy wśród Narodów Świata.

## Odznaczenia
21 września 2006 został odznaczony przez Prezydenta RP Lecha Kaczyńskiego Krzyżem Komandorskim Orderu Odrodzenia Polski. Odznaczenie to zwrócił w październiku 2007 w proteście przeciw doręczeniu przez Policję jego samotnie mieszkającej 88-letniej matce Zofii Celińskiej wezwania dla niego na przesłuchanie w IPN w charakterze świadka.